# Soldats du refus
Les soldats du refus sont la quarantaine de communistes, appelés du contingent, ayant refusé entre juillet 1956 et mai 1959 de participer à la guerre d'Algérie. Certains ont écrit personnellement au président de la République française, René Coty. Ils ont été emprisonnés en Métropole ou en Algérie, notamment aux bagnes de Lambèse (aujourd'hui Tazoult), de Tinfouchy et de Berrouaghia.

## Position du Parti communiste français
L'attitude des soldats du refus va à l'encontre des positions officielles du Parti communiste français et de sa préférence pour l'action clandestine dans l'armée. Quand le mouvement de refus atteint son acmé, en 1958, il bénéficie cependant du soutien tardif du parti et des mouvements qui lui sont liés. La presse communiste subit alors des poursuites pour provocation de militaires à la désobéissance. Le bureau politique du PCF du 7 janvier 1958 appelle à la solidarité pour la libération des prisonniers tout en rappelant le « principe fondamental selon lequel les communistes vont à l’armée. » Le 5 mai 1958, à Rouen, le secrétaire général, Maurice Thorez exalte les « jeunes soldats qui refusent noblement, à l’exemple d’Alban Liechti, de porter les armes contre le peuple algérien. » Le parti communiste publie, en janvier 1959, une brochure Des jeunes qui servent l'intérêt de la France préfacée par Jacques Duclos et qui recense les militants emprisonnés. Le Secours populaire français fournit un appui militant, matériel et moral, ainsi que des avocats aux soldats emprisonnés. Le Comité International de la Croix-Rouge enquête sur le manque de soins et les mauvais traitements subis par les prisonniers et apporte son aide aux familles.
Mettant fin au mouvement des soldats du refus, les principes du parti sont réaffirmés, le 31 mai 1959, par Maurice Thorez, secrétaire général : « Lutter pour la libération des emprisonnés, c’est une chose. Et mener coûte que coûte le travail communiste à l’armée, c’est une autre chose. »
Et il rappelle les propos de Lénine : « Le soldat communiste part à toute guerre, même à une guerre réactionnaire pour y poursuivre la lutte contre la guerre. Il travaille là où il est placé. S'il en était autrement, nous aurions une situation telle que nous prendrions position sur des bases purement morales, d'après le caractère de l'action menée par l'armée au détriment de la liaison avec les masses. »

## Alban Liechti
Dans une lettre, Alban Liechti membre des Jeunesses communistes, répond à Thorez : « Il faut un travail des jeunes au sein de l'armée, c'est juste, mais je ne veux pas que le Parti ferme la porte à ceux qui veulent encore refuser d'obéir. Je ne suis pas d'accord quand Maurice déclare que le refus ne pouvait pas en entraîner d'autres à le faire par centaines ».

Le 2 juillet 1956, le soldat Alban Liechti adresse au Président du Conseil une lettre cosignée par trente appelés à la veille de leur départ en Afrique du Nord. Ils souhaitent « que rien ne soit épargné pour parvenir dans les plus brefs délais au cessez-le-feu. » À titre personnel, Liechti écrit le même jour au président René Coty : « Je ne peux pas prendre les armes contre le peuple algérien en lutte pour son indépendance. En me refusant à participer à cette guerre injuste, j’entends contribuer à préserver la possibilité de rapports librement consentis, basés sur les intérêts réciproques et le respect des droits de nos deux peuples [algérien et français], et rapprocher le moment où la guerre fera enfin place à la négociation. » Liechti, comme la plupart des soldats du refus, cite la Constitution qui stipule que la France n'emploiera jamais ses forces contre la liberté d'aucun peuple. Il est embarqué pour l’Algérie où il est condamné pour refus d’obéissance à deux ans de prison qu'il passera notamment à la prison de Berrouaghia. Sa décision est débattue au sein des Jeunesses communistes, se souvient Jean Clavel : « Peut-on, doit-on suivre son exemple ? On salue son geste courageux mais il n’y a pas d’encouragement à l’imiter dans un premier temps. La position de principe qui était la nôtre à l’époque est de mener la bataille politique au sein des unités. »

« Etant donné mon engagement, je ne voulais pas à mon tour participer à l’oppression du peuple algérien dans laquelle je reconnaissais l’oppression que nous avions nous-mêmes vécue lors de l’occupation de notre pays par l’armée allemande. Je ne voulais pas qu’on puisse me confondre avec des soldats qui torturaient, humiliaient et tuaient. Il m’était intolérable de combattre un peuple dont les aspirations à la liberté et à l’indépendance me semblaient justes, je ne pouvais supporter que l’on s’en prenne à des populations civiles, à des femmes et des enfants. »

— Alban Liechti, premier soldat du refus
Alban Liechti est soutenu par le Secours populaire français qui publie dès décembre 1956 des articles dans son mensuel. Par exemple, le 18 octobre 1957, à Perpignan, le Secours populaire français réunit un meeting de 1 500 personnes en présence de la mère de Liechti. Près d'un an après la condamnation, Léon Feix s'adresse au Comité central du Parti communiste français. Il évoque Henri Martin, un marin communiste lourdement condamné pour propagande hostile à la guerre d'Indochine : « Faisons-nous suffisamment en faveur d'Alban Liechti ? N'existe-t-il pas des raisons politiques pour lesquels la campagne pour Alban Liechti est sans commune mesure avec celle qui fut menée pour Henri Martin ? » Sa peine purgée, Liechti épouse Yolande Toublanc. Le lendemain, L'Humanité est saisie pour avoir publié des photos du mariage et, comme le dénonce au Sénat le communiste Louis Namy, la rédactrice est inculpée de provocation de militaires à la désobéissance,. » Renvoyé en Algérie, Alban Liechti réitère son refus et est incarcéré deux nouvelles années.
Francis Dufour, auteur d'un article « À propos du cas Alban Liechti » paru dans Liberté, et l'anarchiste Louis Lecoin, directeur de ce journal, sont inculpés d'incitation de militaires à la désobéissance et sont acquittés le 16 avril 1959. Lors du procès, l'avocat fait état du soutien apporté par Albert Camus, André Breton, Jean Cocteau, Bernard Buffet et d'autres.
Le septième congrès du Secours populaire français consacre une large part à la campagne pour la libération des soldats emprisonnés et évoque aussi « le sort inhumain réservé aux objecteurs de conscience. »
Prévenu de provocation de militaires à la désobéissance, Étienne Fajon, directeur de L'Humanité, est jugé en juin 1960 pour un article de ce journal où il exprime son admiration pour Alban Liechti. Il proteste de son innocence : « Si je croyais que l'ensemble des soldats puissent suivre l'exemple d'Alban Liechti, et que ce soit le chemin de la paix, je n'aurais pas hésité à l'écrire..., mais je ne le crois pas, et, de ce fait, je ne l'ai pas écrit. » Son défenseur, soutient que si le parti communiste voulait réellement inciter les jeunes gens à ne pas partir pour l'Algérie, ce ne seraient pas trente étudiants qui auraient été condamnés pour insoumission, mais plusieurs milliers.
Grâce à une campagne de soutien des Jeunesses communistes, Liechti termine sa captivité en métropole. Il est renvoyé poursuivre son service militaire en Algérie où, placé systématiquement en avant-garde des patrouilles, il refuse de charger son arme. Il est démobilisé en mars 1962, six ans après son incorporation.
Il continue régulièrement à apporter un témoignage critique sur les Soldats du refus. Il cosigne, en 2000, l'Appel des douze « pour la reconnaissance par l’État français de la torture ».
Il meurt en août 2024.

## Pierre Guyot
Pierre Guyot est le fils de Raymond Guyot. Celui-ci, dès les années 1920, est chargé par le Parti communiste de l'action antimilitariste. En 1929, insoumis à une période de réserve militaire, il entre dans la clandestinité. Arrêté en 1932, il purge une peine d’un an dans la prison militaire du Cherche-Midi. Raymond Guyot devient membre du bureau politique et député puis sénateur du Parti communiste français. Au comité central du 17 octobre 1956, il appelle à soutenir l’action du communiste Henri Maillot qui a déserté en emportant un camion d'armes et a rejoint le maquis. En septembre 1957, il diffuse auprès des cadres fédéraux le mot d’ordre « refus de porter les armes contre le peuple algérien ». Il supervise, à partir de 1958, les Soldats du refus qu'il a été un des premiers à soutenir.

« La campagne pour leur libération n’est pas menée avec l’ardeur, l’enthousiasme, la force nécessaires […]. Il faut dire que l’action des soldats de la section de Liechti est absolument conforme à la ligne politique menée à l’intérieur de l’armée par les jeunes communistes […]. »

— Archives du parti communiste, 16 - 17 septembre 1957 citées par Marc Giovaninetti, « Le Parti communiste français et les soldats du contingent pendant la guerre d’Algérie : prôner l’insoumission ou accepter la mobilisation ? », Le Mouvement social, no 251,‎ 2015
Au Sénat, le 27 mai 1959, Raymond Guyot expose au Ministre des armées que des soldats frappés de sanction mais non condamnés sont affectés à une unité du Sud algérien dont le régime « disciplinaire, alimentaire et médical serait d'une sévérité inadmissible. » Il demande d'éventuelles sanctions et obtient que deux commissions enquêtent sur place, ce qui aboutira à l'amélioration des conditions de détention.
Pierre Guyot est condamné à deux ans de prison. Comme son père, il soutient ensuite le retrait du soutien du PCF aux réfractaires.

## Serge Magnien
Serge Magnien est le premier secrétaire national de l'Union des étudiants communistes de France (UEC) et fils de Marius Magnien, chef du service de politique étrangère au journal L'Humanité. Il est incorporé dans l'armée en janvier 1957. Le 11 février 1958, il est à l'initiative d'une pétition, adressée au Président de la République René Coty, pour un cessez-le-feu et l'ouverture de négociations en Algérie : il recueille la signature de 177 soldats de son unité. Arrêté pour cette action, et condamné à deux mois de prison militaire, il est envoyé d'office dans une unité opérationnelle en Algérie. Il adresse alors, à titre personnel, une seconde lettre au Président de la République, ce qui lui vaut d'être à nouveau arrêté et condamné, par le tribunal militaire d'Alger, à deux ans de prison,. Clarté, le journal de l'Union des étudiants communistes publie un numéro spécial sur son cas en février 1959. Pendant son incarcération à Fresnes, il se marie devant deux cents personnes dont le couple Thorez et son témoin, Jacques Duclos. Selon Marc Giovaninetti, il récuse la qualification de « soldat du refus ». Interviewé en 2008, il déclare : « On n’était pas du tout pour l’indépendance de l’Algérie. »

## Michel Ré
Militant des Jeunesses communistes, il est envoyé en Algérie le 15 septembre 1957,. Témoin de l’action psychologique, de la torture et du napalm utilisés par l’armée française, il écrit au président de la République son refus de participer à cette guerre. Il confirme son refus en Algérie en rentrant de permission. Des sévices physiques et des humiliations lui sont imposées dans diverses prisons : « Enfermé toute la nuit dans un tout petit placard où on ne pouvait rester ni assis, ni debout, ni couché... le visage contre le mur... attaché à un arbre, les mains derrière, les pieds ceinturés à l’arbre, et des chaînes aux pieds et aux mains... » Le 29 août 1958, le tribunal militaire de Constantine le condamne à deux ans de prison qu'il effectue à la prison civile de Constantine, au bagne de Lambèse, en compagnie des soldats du refus Jacques Alexandre et Francis Renda, et en Métropole.
Ayant publié une circulaire des Jeunesses communistes de France (UJCF) soutenant Michel Ré, Marcel Tassy est inculpé pour « provocation de militaires à la désobéissance ».
Michel Ré termine ensuite son service militaire sans participer aux combats. Curieusement, l'armée lui décerne un certificat de bonne conduite attestant « qu'il a constamment servi avec honneur et fidélité. » Il reste néanmoins privé de ses droits civiques. Il sera amnistié en 1968 mais jamais réhabilité.

## Jean Clavel
Mobilisé en 1957, sa lettre au président de la République publiée par L'Humanité lui vaut quatre mois de cellule régimentaire pour « tentative de démoralisation de l’armée ». Les communistes de son entreprise se mobilisent pour lui. Le Secours populaire français le soutient par des tracts, des pétitions et des cartes postales adressées au ministre des armées. Le tribunal militaire de Lyon le condamne pour refus d'obéissance à trois mois de prison alors qu'il vient d'en subir sept. Il est transféré de prison en prison, notamment, par décision ministérielle, à la Section spéciale militaire d’Albertville où il est isolé au cachot pendant six mois et demi, sans lit, sans chauffage, sans lumière et évidemment sans lecture. Il rejoint quatre camarades réfractaires, Voltaire Develay, Lucien Fontenel,, Marc (dit Yvan) Sagnier et Paul Lefebvre, au bagne algérien de Tinfouchy d'où un courrier clandestin alertera, grâce au Secours populaire français,, sur les conditions de vie dans la section spéciale et déclenchera une commission militaire d'enquête.

## Marc Sagnier
Né le 18 novembre 1937 à Nîmes, Marc André Sagnier (dit Yvan), habite Aigues-Mortes qui est un des « hauts-lieux de la contestation populaire » contre la guerre. Aîné d'une famille de huit ans, il grandit avec son père Fernand (employé des chemins de fer, militant communiste et ancien résistant) dans un modeste logement près de la gare. Connu pour sa jovialité, il y est un des animateurs du cercle de la jeunesse communiste. Devenu tailleur de pierre, travaillant dans l'entretien des monuments historiques à Nîmes, il milite en soirée.
Le 4 janvier 1958, âgé de 20 ans, il est appelé à effectuer son service militaire. Mobilisé à Avignon, il annonce en mai son refus de porter les armes. Il justifie cette décision individuelle dans une lettre datée du 4 mai et adressée au président René Coty ; il la confirme le 16 suivant. Son père et ses camarades de lutte lui apportent spontanément leur soutien.
Le 22 mai, il est cependant embarqué de force, et repêché après s'être jeté à l'eau. Il est emprisonné à Tébessa, puis Aïn Sefra, avant d'être envoyé à la section spéciale du bagne de Tinfouchy le 17 septembre. Pendant près d'un an, il est emprisonné sous de dures conditions, et sans jamais être jugé. Il correspond avec sa famille et persiste dans sa démarche, malgré les tentatives de le fléchir. Il demande plusieurs livres, comme Et l'acier fut trempé ou La Condition humaine. Sa santé se dégradant, il reçoit des colis de vivres et des médicaments de la part du médecin Jean Bastide, également engagé dans le combat anticolonialiste.
Il bénéficie de la campagne nationale du Secours populaire en faveur des internés de Tinfouchy, et Raymond Guyot interpelle le ministre Adolphe Guillaumat sur leur cas. Plus particulièrement, il est soutenu par une grande partie de la population d'Aigues-Mortes. Le cercle de la jeunesse communiste donne des nouvelles de Marc via son bulletin, Le Cri des jeunes, et une pétition récolte 175 signatures à Aigues-Mortes, et 70 dans la commune voisine de Saint-Laurent-d'Aigouze à son initiative. Des inscriptions de soutien sont faites à la chaux sur le pont Rouge d'Aigues-Mortes, et l'une (« Solidarité avec Yvan Sagnier ») apparaît même brièvement, une nuit, sur la tour de Constance (faisant ainsi écho au combat de Marie Durand et des prisonnières huguenotes de l'édifice au XVIIe siècle). De même, la fédération communiste et ses responsables (comme Robert Jonis) tentent d'alerter les gardois sur la situation. Nombreux sont ceux qui lui écrivent, mais Marc ne reçoit pas leurs lettres car elles sont interceptées par le commandement militaire. Finalement libéré le 18 août 1959, il termine son service militaire à Colomb-Béchar dans des conditions normales, mais sans être envoyé au front. Il est définitivement démobilisé le 21 avril 1960.
Pâtissant d'une santé dégradée, due à ses conditions de détention, mais aussi à celles de son métier au contact de la pierre, il meurt le 20 janvier 1995 à Nîmes, à l'âge de 57 ans.

## Marcel Cassan et Guy Bougerol
Marcel Cassan est appelé sous les drapeaux au Maroc, il participe aux opérations à la frontière avec l’Algérie. En permission, il écrit au Président de la République son refus de repartir en Algérie. Il est arrêté et envoyé dans un centre d’entraînement de la Légion où il subit dix-neuf jours de sévices. Il est condamné à huit mois de prison pour « refus d’obéissance ». Après une démarche similaire, Guy Bougerol est arrêté et rejoint Marcel Cassan au centre pénitentiaire d'Oran.
Les deux soldats sont inculpés de participation à une entreprise de démoralisation de l’Armée pour avoir rendu publique leur lettre au Président. Le tribunal militaire reconnaît leur culpabilité mais ne leur inflige aucune condamnation et les fait bénéficier de la loi d’amnistie de janvier 1959.

## Quelques autres soldats du refus
- Léandre Létoquart[69],[70], fils de Léandre Létoquart qui est membre du comité central du Parti communiste français et député
- Jean Vendart. Condamné à deux ans de prison, il est soutenu par le Secours Populaire français, la CGT, le PCF et d’autres associations. Libéré en 1960, il continue son service militaire en Algérie. Lors du putsch des généraux de 1961, il participe à un comité de soldats, soutenu par des officiers, pour protéger le dépôt d'engins de sa compagnie contre d’éventuelles attaques[71].
- Lucien Fontenel, torturé au fort Fouchet de Tinfouchy, il en devient épileptique et garde de lourdes séquelles psychologiques[72],[73],[74].
- Gilbert Bleiveis[44]
- René Boyer[75], employé aux chèques postaux de Paris, militant de la Fédération nationale des travailleurs des PTT-CGT[76],[77],[78]. Le journal communiste Jeunes filles de France est censuré et condamné pour un article en sa faveur[32].
- Claude Despretz, soldat du refus alors que, en Seine-Maritime, il est Secrétaire fédéral de l’Union des jeunesses communistes de France. Il subit deux ans de prison en métropole[79]. Il reste militant jusqu'à la fin de sa vie, en particulier en soutien aux déserteurs américains de la guerre du Golfe[80] et aux soldats israéliens emprisonnés pour avoir refusé de participer à la guerre contre le peuple palestinien[81],[note 4].
- Raphaël Grégoire[5], fils d'André Grégoire, maire-adjoint (PCF) de Montreuil[82].
- Claude Voisin[83]
- Daniel Vernhettes[84]
- Étienne Boulanger, membre du parti communiste[85]
- François Michel[86]
- Jean-Louis Moritz[87]
- Émile Lauransot[88]
- Fernand Marin[88]
- Paul Lefebvre, ancien secrétaire fédéral de l'Union de la jeunesse communiste du Pas-de-Calais. Il écrit au Président de la République qu'il a vu torturer des centaines d'hommes, de gamins et de femmes[89].
- Voltaire Develay, maire-adjoint (PCF) de Raismes[90],[91].
- Edgar Nehou[92]

## Détention des soldats du refus
Au début du mois de juin 1959, huit soldats condamnés sont transférés d’Algérie à Marseille. Maurice Thorez ayant décrété la fin du mouvement de refus quelques jours plus tôt, l'historien Tramor Quemeneur suspecte un accord entre le parti communiste et le gouvernement. À Marseille, les prisonniers réclament le même régime de détenus politiques que les nationalistes algériens. Le 27 juillet, ils annoncent soixante-douze heures de grève de la faim pour ce motif et par solidarité avec les Algériens. Le régime politique leur est reconnu le 12 août 1959, ainsi que, quelques jours plus tard, à Alban Liechti transféré dans la même prison.
Après plusieurs propositions refusées, les détenus acceptent un transfert, obtenu grâce à Edmond Michelet, au centre pénitentiaire agricole corse de Casabianda.
À la fin de leur détention, les prisonniers acceptent d'effectuer le reste de leur temps de service militaire.
Au moins cinq soldats du refus n’ont pas été transférés en France mais ont été détenus sans poursuites judiciaires au bagne algérien de Tinfouchy. Au Sénat, le 2 juillet 1959, le communiste Louis Namy évoque les détenus à Tinfouchy : « C'est le nom du bagne militaire qui remplace le « Biribi ». [...] C'est une prison sans barreaux, où sévit la chiourme qui frappe, punit et humilie de jeunes hommes, où la pelote et le tombeau constituent les punitions régulières. »
Claude Despretz, soldat du refus, écrit dans L'Humanité du 15 décembre 2001 : « Les soldats du refus de la guerre d'Algérie qui, dans leur quasi-totalité, tout en condamnant les exactions de la guerre, condamnaient radicalement le colonialisme, quelle qu'en soit la forme, ne bénéficient pas de ces lois [d’amnistie] (...) Il est vrai que les soldats du refus, contrairement aux « égarés » de l'OAS, mettaient en cause la nature de la défense dite nationale qui était, et qui est toujours, une arme impérialiste mettant en cause le droit des peuples à disposer d'eux-mêmes (...) »

## Le Secours populaire français
Le Secours populaire français est un soutien très actif des soldats du refus. Il organise des meetings, des collectes et des pétitions,. En mai 1959, son septième congrès consacre une large part à la campagne pour la libération des soldats emprisonnés. Son journal La Défense contient dans tous les numéros de la période concernée de nombreux articles sur le sujet. Le journal dénonce aussi les mauvais traitements, les conditions d'hygiène et d'alimentation et l'absence ou la mauvaise qualité des soins dans les lieux de détention. Le 25 mai 1959, les principaux responsables de l'association et du journal ainsi que les mères d'Alban Liechti et de Jacques Alexandre sont inculpés de « complicité de provocation à la désobéissance ». Trois d'entre eux sont condamnés. Le secrétaire général, Julien Lauprêtre, ancien secrétaire parlementaire de Raymond Guyot, est condamné à 100 000 francs d'amende pour avoir écrit, au nom de l'association, dans le journal Avant-garde un article appelant à la solidarité avec les soldats emprisonnés.

## Des déserteurs communistes
Contrairement aux Soldats du refus, qui n'ont pas quitté l'armée, quelques militants communistes ont déserté. Pour ce motif, leurs cellules excluent Claude Caillaut, alias le chanteur Claude Vinci, et Louis Orhant. Le premier ne sera pas inquiété par la Justice, le second sera condamné à deux ans de prison après avoir participé à la création du groupe de réfractaires Jeune résistance avec notamment Jean-Louis Hurst, déserteur communiste lui aussi.

## Après la guerre d'Algérie
Plusieurs soldats du refus expriment des regrets sur l'insuffisance du soutien apporté par le parti communiste et sur l'ambiguïté de ses consignes. Sur ce dernier point, d’anciens appelés témoignent aussi de leur amertume dans des débats organisés par le parti. Pour éviter la dissolution du PCF et en espérant sa participation au gouvernement avec la SFIO, la ligne légaliste a été imposée au prétexte de l'orthodoxie léniniste. Certes des responsables comme Raymond Guyot et le Secours populaire français ont été du côté des soldats du refus. En 1962, Jacques Duclos déclare à une délégation d'entre eux reçue par le comité central du parti : « Votre attitude courageuse a été appréciée de notre parti, qui a lutté pour votre libération... » Mais les propos du secrétaire général, Maurice Thorez, «... L'organisation du travail au sein de l'armée que vous aviez commencée, avant d’être arrêtés, a été heureusement et efficacement développée. » sonnent un peu comme un désaveu. Il ne convainc guère en justifiant a posteriori la présence des conscrits dans l'armée par l'opposition, d'ailleurs exigée par Charles de Gaulle, de certains d'entre eux au putsch des généraux.
Certains soldats du refus sont restés fidèles au parti et d'autres non. Plusieurs adhèrent à l'Amicale des combattants de la cause anticoloniale (ACAA) dont le président est Henri Alleg et le vice-président Alban Liechti. L'association est rebaptisée Agir contre le colonialisme aujourd’hui (ACAA).

## Filmographie
- Monsieur le Président, je vous fais une lettre, réalisé par Alain Taieb, écrit par Alain Taieb et Virginie Adoutte, diffusé sur ARTE en 2000, 52 min.
- Le courage de refuser, documentaire de Mohamed Ben Said Damak, réalisé en 2005. Le film raconte le parcours et le cheminement personnel de 5 réfractaires de la guerre d'Algérie et de 3 refuzniks israéliens.
- Le refus Alban Liechti, documentaire de Raymond Mourlon (2011) 63 min